# Mineola (Texas)
Mineola és una població dels Estats Units a l'estat de Texas. Segons el cens del 2008 tenia 5.179 habitants.

## Demografia
Segons el cens del 2000, Mineola tenia 4.550 habitants, 1.779 habitatges, i 1.197 famílies. La densitat de població era de 332,1 habitants/km².
Dels 1.779 habitatges en un 29,2% hi vivien nens de menys de 18 anys, en un 50,6% hi vivien parelles casades, en un 12,6% dones solteres, i en un 32,7% no eren unitats familiars. En el 30,1% dels habitatges hi vivien persones soles el 17,3% de les quals corresponia a persones de 65 anys o més que vivien soles. El nombre mitjà de persones vivint en cada habitatge era de 2,48 i el nombre mitjà de persones que vivien en cada família era de 3,08.
Per edats la població es repartia de la següent manera: un 26,3% tenia menys de 18 anys, un 8,3% entre 18 i 24, un 22% entre 25 i 44, un 20,9% de 45 a 60 i un 22,5% 65 anys o més.
L'edat mediana era de 40 anys. Per cada 100 dones de 18 o més anys hi havia 82,1 homes.
La renda mediana per habitatge era de 30.000$ i la renda mediana per família de 37.528$. Els homes tenien una renda mediana de 29.938$ mentre que les dones 20.750$. La renda per capita de la població era de 15.945$. Aproximadament el 16,2% de les famílies i el 18,6% de la població estaven per davall del llindar de pobresa.

## Poblacions més properes
El següent diagrama mostra les poblacions més properes.